# Кафе Циммерман (оркестр)

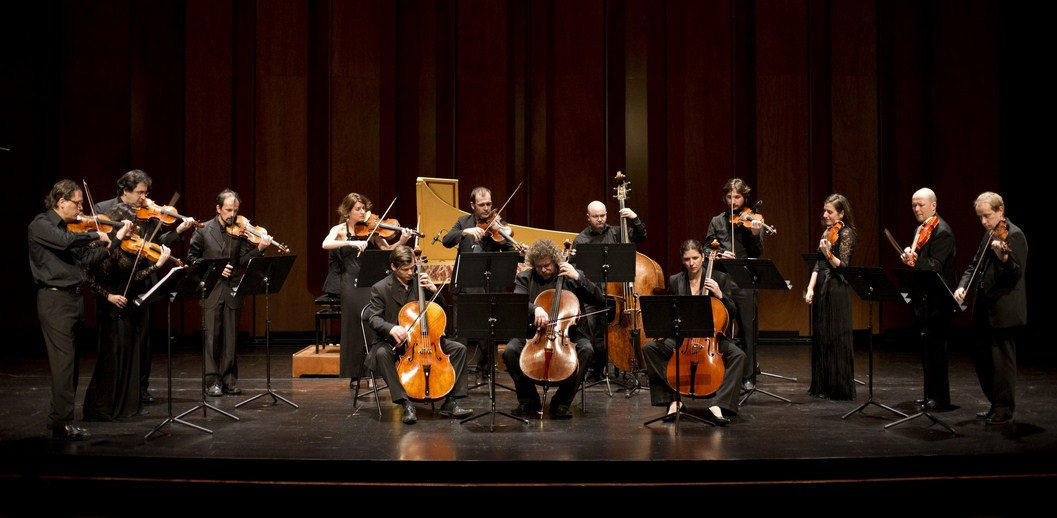
Оркестр «Кафе Циммерман» в концерте 2012 г.

Кафе Циммерма́н (фр. Café Zimmermann) — французский камерный оркестр, специализирующийся на музыке барокко (барочный оркестр). С 2011 года штаб-квартира оркестра находится в Большом театре Прованса (Экс-ан-Прованс).

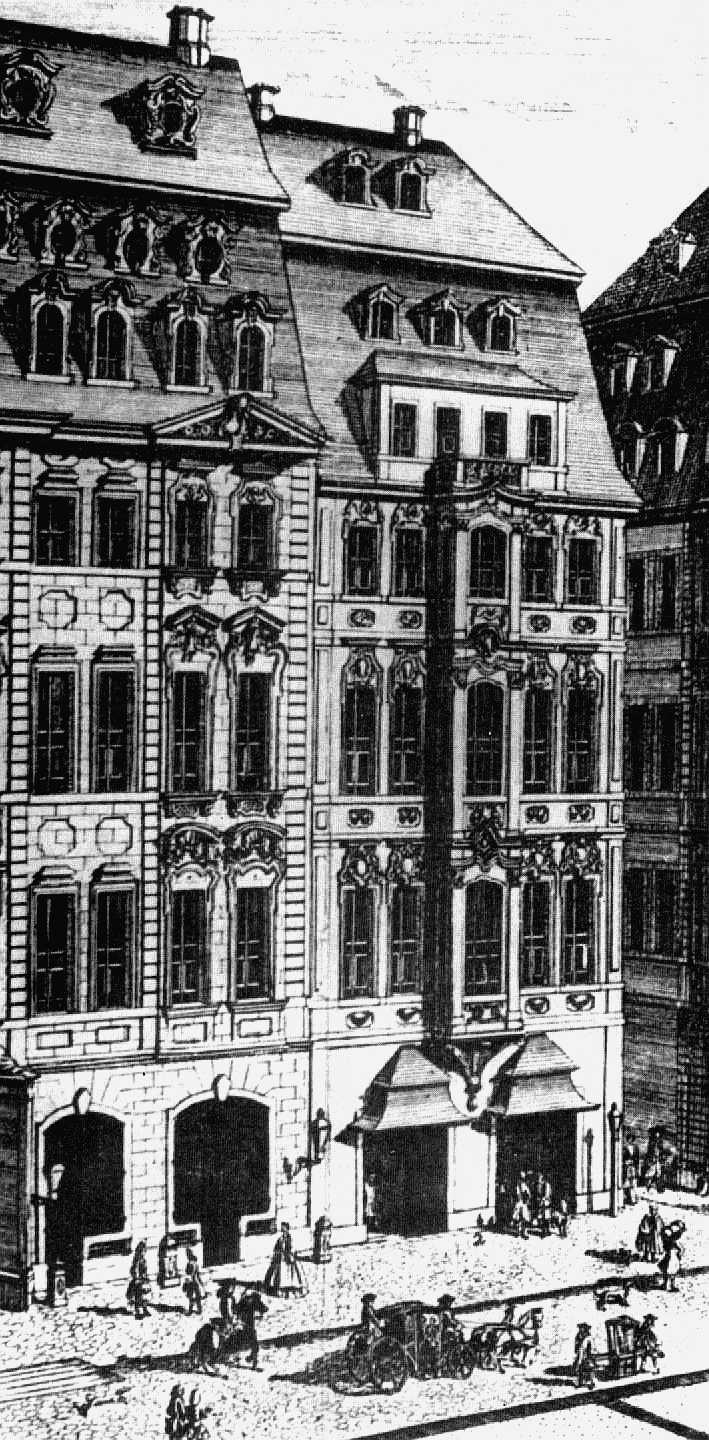
Историческое здание в Лейпциге, на нижнем этаже которого располагалось знаменитое артистическое кафе Циммермана (гравюра Г. Шрайбера, 1732)

## Краткая характеристика
Оркестр основан в 1998 скрипачом Пабло Валетти и клавесинисткой Селиной Фриш в Экс-ан-Провансе. Своим названием коллектив обязан кафе Готфрида Циммермана в Лейпциге (нем. Zimmermannsches Kaffeehaus), популярному в артистической среде в первой половине XVIII века. Ядро коллектива образует ансамбль струнников (исполнителей на струнных музыкальных инструментах), в состав которого по мере необходимости — для концертов и аудиозаписей — включаются сессионные музыканты-духовики (исполнители на духовых музыкальных инструментах) и певцы-солисты. С оркестром выступали (в том числе, в качестве дирижёров) известные европейские аутентисты — Густав Леонхардт, Андреас Штайер, Роберта Инверницци, София Картойзер, Доминик Висс, камерный хор «Стихии» (Les Eléments) и др. Основа репертуара — музыка И. С. Баха.
Интерпретации оркестра «Кафе Циммерман» отличает безупречная исполнительская дисциплина, виртуозность, точность интонации.
Оркестр принимал участие в престижных международных музыкальных фестивалях, среди которых Инсбрукские недели старинной музыки, Баховский фестиваль в Лейпциге, Баховский фестиваль в Монреале (2016), брюссельский «Bach Heritage» (2017) и др.

## Дискография (выборка)
Примечание. Указаны годы первых релизов CD (а не годы записи). Дирижёр в записях «Кафе Циммерман» не указан (кроме оговоренных случаев)
- 2001: И. С. Бах. Гольдберг-вариации (обработка для барочного оркестра). Каноны
- 2001—2011: Бах. Concerts avec plusieurs instruments (6CD, в том числе все оркестровые сюиты и все Бранденбургские концерты)
- 2002: Ч. Эвисон. Камерные концерты на темы Д. Скарлатти
- 2005: Д’Англебер. Пьесы для клавесина по Люлли (солистка — С. Фреш); Ж. Б. Люлли. Театральная музыка (2 CD)
- 2006: К. Ф. Э. Бах. Симфонии. Виолончельный концерт (солист — П. Скалка)
- 2007: Бах. Кантаты BWV 30a, BWV 207 (дир. Г. Леонхардт)
- 2009: Дон Кихот (барочные комические кантаты и инструментальные концерты, с участием Д. Висса)
- 2012: А. Вивальди. Estro Armonico. Lib. II (скрипичные концерты)
- 2016: К. Ф. Э. Бах. Кантата «Весна». Инструментальные концерты (с участием Р. Чарлсуорта)